# Diatrizoate
Diatrizoate, còn được gọi là amidotrizoate, là một chất tương phản được sử dụng trong chiếu xạ tia X. Điều này bao gồm khi hình dung các tĩnh mạch, hệ thống tiết niệu, lá lách và khớp, cũng như trong chụp cắt lớp vi tính (CT scan). Nó được đưa vào cơ thể bằng miệng, tiêm tĩnh mạch, tiêm vào bàng quang, qua ống thông mũi hoặc trực tràng.
Tác dụng phụ tương đối phổ biến bao gồm nôn mửa, tiêu chảy và đỏ da. Các tác dụng phụ khác bao gồm ngứa, các vấn đề về thận, huyết áp thấp và phản ứng dị ứng. Nó không được khuyến cáo ở những người bị dị ứng iod. Diatrizoate là một chất phóng xạ ion iod có tính thẩm thấu cao.
Diatrizoate đã được phê duyệt cho sử dụng y tế tại Hoa Kỳ vào năm 1954. Nó nằm trong Danh sách các loại thuốc thiết yếu của Tổ chức Y tế Thế giới, loại thuốc hiệu quả và an toàn nhất cần có trong hệ thống y tế. Chi phí bán buôn ở các nước đang phát triển là khoảng 5,49 đô la Mỹ cho mỗi lọ 20 ml. Ở Hoa Kỳ, một liều thuốc có giá dưới 25 đô la Mỹ.

## Sử dụng trong y tế
Axit diatrizoic có thể được sử dụng thay thế cho bari sulfat để chụp ảnh y tế đường tiêu hóa, chẳng hạn như loạt đường tiêu hóa trên và loạt ruột nhỏ. Nó được chỉ định để sử dụng ở những bệnh nhân bị dị ứng với bari, hoặc trong trường hợp bari có thể rò rỉ vào khoang bụng. Nó không bao phủ niêm mạc dạ dày/ruột cũng như bari, vì vậy nó không được sử dụng phổ biến cho mục đích này.
Nó được sử dụng cho pyelography tiêm tĩnh mạch.
Nó cũng được sử dụng để điều trị bệnh giun đũa (giun tròn). Diatrizoate có thể không thực sự giết chết giun đũa, nhưng thay vào đó, nó thúc đẩy sự di chuyển của chất lỏng trong lòng ruột, do đó có thể làm giảm sự tắc nghẽn đường ruột do bị ảnh hưởng bởi giun đũa.